# Chrysobothris maillei
Chrysobothris maillei es una especie de escarabajo del género Chrysobothris, familia Buprestidae. Fue descrita científicamente por Gory & Laporte en 1837.